# 모리오카 신칸센 차량 센터
모리오카 신칸센 차량 센터(일본어: 盛岡新幹線車両センター)는 일본 이와테현 모리오카시에 있는 신칸센 차량 사업소이다.